# Menophra nycthemeraria
Menophra nycthemeraria is een vlinder uit de familie spanners (Geometridae). De wetenschappelijke naam is voor het eerst geldig gepubliceerd in 1831 door Geyer.
De soort komt voor in Europa.